# Ligue Antilles 2007-2008
La Ligue Antilles 2007-2008 fut la cinquième édition de la Ligue Antilles de football.
Cette édition a été remportée pour la 4e fois en 5 ans d'existence par le Club Franciscain, qui en finale, a battu leurs compatriotes martiniquais de la Samaritaine sur le score de 3-1.

## Nouveau format
Cette année, la compétition a changé de formule faute de moyens pour l'organiser telle que l'on l'a connu les années précédentes, d'ailleurs un nouveau sponsor a été choisi il s'agit de la Mutuelle Mare-Gaillard et par conséquent la Ligue Antilles devient la Ligue Antilles Foot-Mutuelle Mare Gaillard.
Mais le format de la compétition a été modifié, la phase de poule et le match pour la troisième place ont été supprimés et la compétition démarre dès les quarts de finale avec le système des matches aller-retour.

## Participants
Pour la Guadeloupe: Solidarité Scolaire de Pointe à Pitre, Amical Club de Marie-Galante, Étoile de Morne à l'eau et le CS Moulien.
Pour la Martinique: Club Franciscain, Racing Club de Rivière-Pilote, la Samaritaine et le Reveil Sportif.

## Résultats
Le Club Franciscain remporte pour la quatrième fois la Ligue Antilles de football.
La match aller du quart de finale opposant l'Amical Club de Marie-Galante au Racing Club de Rivière Pilote est remporté par l'Amical Club sur tapis vert pour présentation de passeport non conforme alors que le score du match était de 2-1 .
|  | Quarts de finale                      | Quarts de finale                      | Quarts de finale             | Quarts de finale             |                  |                  | Demi-finales          | Demi-finales          | Demi-finales          | Demi-finales          |  |  | Finale                                           | Finale                                           | Finale                                           | Finale                                           |
|  |                                       |                                       |                              |                              |                  |                  |                       |                       |                       |                       |  |  |                                                  |                                                  |                                                  |                                                  |
|  | 5 janvier et 9 février 2008           | 5 janvier et 9 février 2008           | 5 janvier et 9 février 2008  | 5 janvier et 9 février 2008  |                  |                  | 5 avril et 3 mai 2008 | 5 avril et 3 mai 2008 | 5 avril et 3 mai 2008 | 5 avril et 3 mai 2008 |  |  | 30 mai 2008, Stade Pierre Aliker, Fort-de-France | 30 mai 2008, Stade Pierre Aliker, Fort-de-France | 30 mai 2008, Stade Pierre Aliker, Fort-de-France | 30 mai 2008, Stade Pierre Aliker, Fort-de-France |
|  | 5 janvier et 9 février 2008           | 5 janvier et 9 février 2008           | 5 janvier et 9 février 2008  | 5 janvier et 9 février 2008  |                  |                  | 5 avril et 3 mai 2008 | 5 avril et 3 mai 2008 | 5 avril et 3 mai 2008 | 5 avril et 3 mai 2008 |  |  | 30 mai 2008, Stade Pierre Aliker, Fort-de-France | 30 mai 2008, Stade Pierre Aliker, Fort-de-France | 30 mai 2008, Stade Pierre Aliker, Fort-de-France | 30 mai 2008, Stade Pierre Aliker, Fort-de-France |
|  | Solidarité Scolaire de Pointe à Pitre | Solidarité Scolaire de Pointe à Pitre | 1                            | 1                            |                  |                  | 5 avril et 3 mai 2008 | 5 avril et 3 mai 2008 | 5 avril et 3 mai 2008 | 5 avril et 3 mai 2008 |  |  | 30 mai 2008, Stade Pierre Aliker, Fort-de-France | 30 mai 2008, Stade Pierre Aliker, Fort-de-France | 30 mai 2008, Stade Pierre Aliker, Fort-de-France | 30 mai 2008, Stade Pierre Aliker, Fort-de-France |
|  | Solidarité Scolaire de Pointe à Pitre | Solidarité Scolaire de Pointe à Pitre | 1                            | 1                            |                  |                  | 5 avril et 3 mai 2008 | 5 avril et 3 mai 2008 | 5 avril et 3 mai 2008 | 5 avril et 3 mai 2008 |  |  | 30 mai 2008, Stade Pierre Aliker, Fort-de-France | 30 mai 2008, Stade Pierre Aliker, Fort-de-France | 30 mai 2008, Stade Pierre Aliker, Fort-de-France | 30 mai 2008, Stade Pierre Aliker, Fort-de-France |
|  | Club Franciscain                      | Club Franciscain                      | 1                            | 2                            |                  |                  | 5 avril et 3 mai 2008 | 5 avril et 3 mai 2008 | 5 avril et 3 mai 2008 | 5 avril et 3 mai 2008 |  |  | 30 mai 2008, Stade Pierre Aliker, Fort-de-France | 30 mai 2008, Stade Pierre Aliker, Fort-de-France | 30 mai 2008, Stade Pierre Aliker, Fort-de-France | 30 mai 2008, Stade Pierre Aliker, Fort-de-France |
|  | Club Franciscain                      | Club Franciscain                      | 1                            | 2                            | Samaritaine      | Samaritaine      | 2                     | 2                     |                       |                       |  |  | 30 mai 2008, Stade Pierre Aliker, Fort-de-France | 30 mai 2008, Stade Pierre Aliker, Fort-de-France | 30 mai 2008, Stade Pierre Aliker, Fort-de-France | 30 mai 2008, Stade Pierre Aliker, Fort-de-France |
|  | 5 janvier et 9 février 2008           |                                       |                              |                              | Samaritaine      | Samaritaine      | 2                     | 2                     |                       |                       |  |  | 30 mai 2008, Stade Pierre Aliker, Fort-de-France | 30 mai 2008, Stade Pierre Aliker, Fort-de-France | 30 mai 2008, Stade Pierre Aliker, Fort-de-France | 30 mai 2008, Stade Pierre Aliker, Fort-de-France |
|  |                                       |                                       | Amical Club de Marie-Galante | Amical Club de Marie-Galante | 1                | 1                |                       |                       |                       |                       |  |  | 30 mai 2008, Stade Pierre Aliker, Fort-de-France | 30 mai 2008, Stade Pierre Aliker, Fort-de-France | 30 mai 2008, Stade Pierre Aliker, Fort-de-France | 30 mai 2008, Stade Pierre Aliker, Fort-de-France |
|  | Amical Club de Marie-Galante          | Amical Club de Marie-Galante          | Amical Club de Marie-Galante | Amical Club de Marie-Galante | 1                | 1                | 2f                    | 1                     |                       |                       |  |  | 30 mai 2008, Stade Pierre Aliker, Fort-de-France | 30 mai 2008, Stade Pierre Aliker, Fort-de-France | 30 mai 2008, Stade Pierre Aliker, Fort-de-France | 30 mai 2008, Stade Pierre Aliker, Fort-de-France |
|  | Amical Club de Marie-Galante          | Amical Club de Marie-Galante          | 6 avril et 6 mai 2008        |                              |                  |                  | 2f                    | 1                     |                       |                       |  |  | 30 mai 2008, Stade Pierre Aliker, Fort-de-France | 30 mai 2008, Stade Pierre Aliker, Fort-de-France | 30 mai 2008, Stade Pierre Aliker, Fort-de-France | 30 mai 2008, Stade Pierre Aliker, Fort-de-France |
|  | Racing Club de Rivière Pilote         | Racing Club de Rivière Pilote         | 0                            | 1                            |                  |                  |                       |                       |                       |                       |  |  | 30 mai 2008, Stade Pierre Aliker, Fort-de-France | 30 mai 2008, Stade Pierre Aliker, Fort-de-France | 30 mai 2008, Stade Pierre Aliker, Fort-de-France | 30 mai 2008, Stade Pierre Aliker, Fort-de-France |
|  | Racing Club de Rivière Pilote         | Racing Club de Rivière Pilote         | 0                            | 1                            | Club Franciscain | Club Franciscain | 3                     | 3                     |                       |                       |  |  |                                                  |                                                  |                                                  |                                                  |
|  | 5 janvier et 9 février 2008           |                                       |                              |                              | Club Franciscain | Club Franciscain | 3                     | 3                     |                       |                       |  |  |                                                  |                                                  |                                                  |                                                  |
|  |                                       |                                       | Samaritaine                  | Samaritaine                  | 1                | 1                |                       |                       |                       |                       |  |  |                                                  |                                                  |                                                  |                                                  |
|  | Samaritaine                           | Samaritaine                           | Samaritaine                  | Samaritaine                  | 1                | 1                | 2                     | 1                     |                       |                       |  |  |                                                  |                                                  |                                                  |                                                  |
|  | Samaritaine                           | Samaritaine                           |                              |                              |                  |                  |                       |                       |                       |                       |  |  |                                                  |                                                  |                                                  |                                                  |
|  | Etoile de Morne à l'eau               | Etoile de Morne à l'eau               | 1                            | 1                            |                  |                  |                       |                       |                       |                       |  |  |                                                  |                                                  |                                                  |                                                  |
|  | Etoile de Morne à l'eau               | Etoile de Morne à l'eau               | 1                            | 1                            | Club Franciscain | Club Franciscain | 2                     | 4                     |                       |                       |  |  |                                                  |                                                  |                                                  |                                                  |
|  | 5 janvier et 9 février 2008           |                                       |                              |                              | Club Franciscain | Club Franciscain | 2                     | 4                     |                       |                       |  |  |                                                  |                                                  |                                                  |                                                  |
|  |                                       |                                       | Reveil Sportif               | Reveil Sportif               | 0                | 2                |                       |                       |                       |                       |  |  |                                                  |                                                  |                                                  |                                                  |
|  | Reveil Sportif                        | Reveil Sportif                        | Reveil Sportif               | Reveil Sportif               | 0                | 2                | 3                     | 0                     |                       |                       |  |  |                                                  |                                                  |                                                  |                                                  |
|  | Reveil Sportif                        | Reveil Sportif                        |                              |                              |                  |                  |                       | 0                     |                       |                       |  |  |                                                  |                                                  |                                                  |                                                  |
|  | CS moulien                            | CS moulien                            | 1                            | 1                            |                  |                  |                       |                       |                       |                       |  |  |                                                  |                                                  |                                                  |                                                  |
|  | CS moulien                            | CS moulien                            | 1                            | 1                            |                  |                  |                       |                       |                       |                       |  |  |                                                  |                                                  |                                                  |                                                  |
|  |                                       |                                       |                              |                              |                  |                  |                       |                       |                       |                       |  |  |                                                  |                                                  |                                                  |                                                  |

f = Victoire par forfait